# Distrito de Cajaruro
El distrito de Cajaruro es uno de los siete distritos de la Provincia de Utcubamba y considerado el distrito más grande de la región, ubicado en la Región Amazonas, en el norte del Perú. Limita por el noroeste con la provincia de Bagua; por el norte con la provincia de Condorcanqui; por el este con la provincia de Bongará y por el suroeste con el distrito de Bagua Grande (Provincia de Utcubamba) y el distrito de Jamalca.

## Historia
El distrito fue creado el 17 de septiembre de 1964 mediante Ley N.º 15146, en el primer gobierno del Presidente Fernando Belaúnde Terry. 

## Geografía
Abarca una superficie de 1 763,23 km² y tiene una población estimada mayor a 31 000 habitantes. Según RENIEC  la población identificada por DNI llega a un total de 30 014 Habitantes. 
Su capital es la ciudad de Cajaruro.
Tiene varios Centros Poblados: El Ron, José Olaya, Naranjos Alto, San Juan de la Libertad, Naranjitos, Alto Amazonas, San Cristóbal, Misquiyacu Alto, y Los Patos, siendo este último creado el 16 de junio de 2016. 
El distrito de Cajaruro abarca el 46% de la superficie de la provincia de Utcubamba y se ubica en la margen derecha del río Utcubamba.

## Autoridades

### Municipales
- 2019-2022[1]
  - Alcalde : Hildebrando Tineo Díaz , Alianza Para El Progreso (APP)
  - Regidores: Alfredo Cruz Silva(APP), Maximila Acuña Estela(APP), Sixto Campos Rojas(APP), Luis Alberto Torres Bustamante(APP),Sabina Maldonado Herrera(APP), Jorge Fernandez Cubas(GH), José Benigno Castillo Ríos(GH).

- 2015-2018[2]
  - Alcalde: Felipe Castillo Sánchez, Movimiento Sentimiento Amazonense Regional.
  - Regidores: Juan Luis Oblitas Pérez, Néstor Aponte Zelaya, Cily Yudixa Díaz Sánchez, Rubén Pérez Dávila, Néstor Geremías Lozano Lisboa, Mario Torres Sánchez, Oscar Idrogo Díaz.
- 2013-2014
  - Alcalde: Arnulfo Ruiz Vásquez, Energía Comunal Amazónica (ECA).
- 2011-2014
  - Alcalde: Domingo Guerrero Dávila. Energía Comunal Amazónica (ECA)
- 2007-2010
  - Alcalde: Antero Dueñas Dávila.
- 2003-2006
  - Alcalde: David Araujo Manosalva.
- 1999-2002
  - Alcalde: Antero Dueñas Davila. (Vamos Vacino).
- 1996-1998
  - Alcalde: Alfonso Ticlla Sánchez. (Acción Popular).
- 1993-1995
  - Alcalde: Agustín Sánchez Villalobos. (Acción Popular).
- 1990-1992
  - Alcalde: Agustín Sánchez Villalobos. (Acción Popuplar).
- 1987-1989
  - Alcalde: Genaro Huaman Salva. (APRA).
- 1984-1986
  - Alcalde: Segundo Calixto Jiménez Barrantes. (APRA).
- 1981-1983
  - Alcalde: Belisario Bautista Maldonado. (APRA).

### Religiosas
- Obispo de Chachapoyas: Monseñor Emiliano Antonio Cisneros Martínez, OAR.[3]

### Fútbol
| COPA PERU 2019                  |
| ------------------------------- |
| Participaron sede cajaruro      |
| 1. DEPORTIVO MUNICIPAL          |
| 2. DEFENSOR CAJARURO            |
| 3. NUEVA JUVENTUD CAJARURO      |
| 4. UNION VENCEDORES DE CAJARURO |

## Instituciones educativas
- SENATI
- Colegio Secundario Ernesto Villanueva Nuñoz
- IE Nro 16229 Cajaruro

## Instituciones religiosas
La población cajarurina mayormente son cristianos católicos. 
- Iglesia Católica.
- Iglesia Adventista del Séptimo Día Primavera Cajaruro
- Iglesia Adventista del Séptimo Día Cajaruro
- Iglesia Del Nazareno